# Convolvulus mazicum
Convolvulus mazicum är en vindeväxtart som beskrevs av Emberger och Maire. Convolvulus mazicum ingår i släktet vindor, och familjen vindeväxter. Inga underarter finns listade i Catalogue of Life.